# Indostán

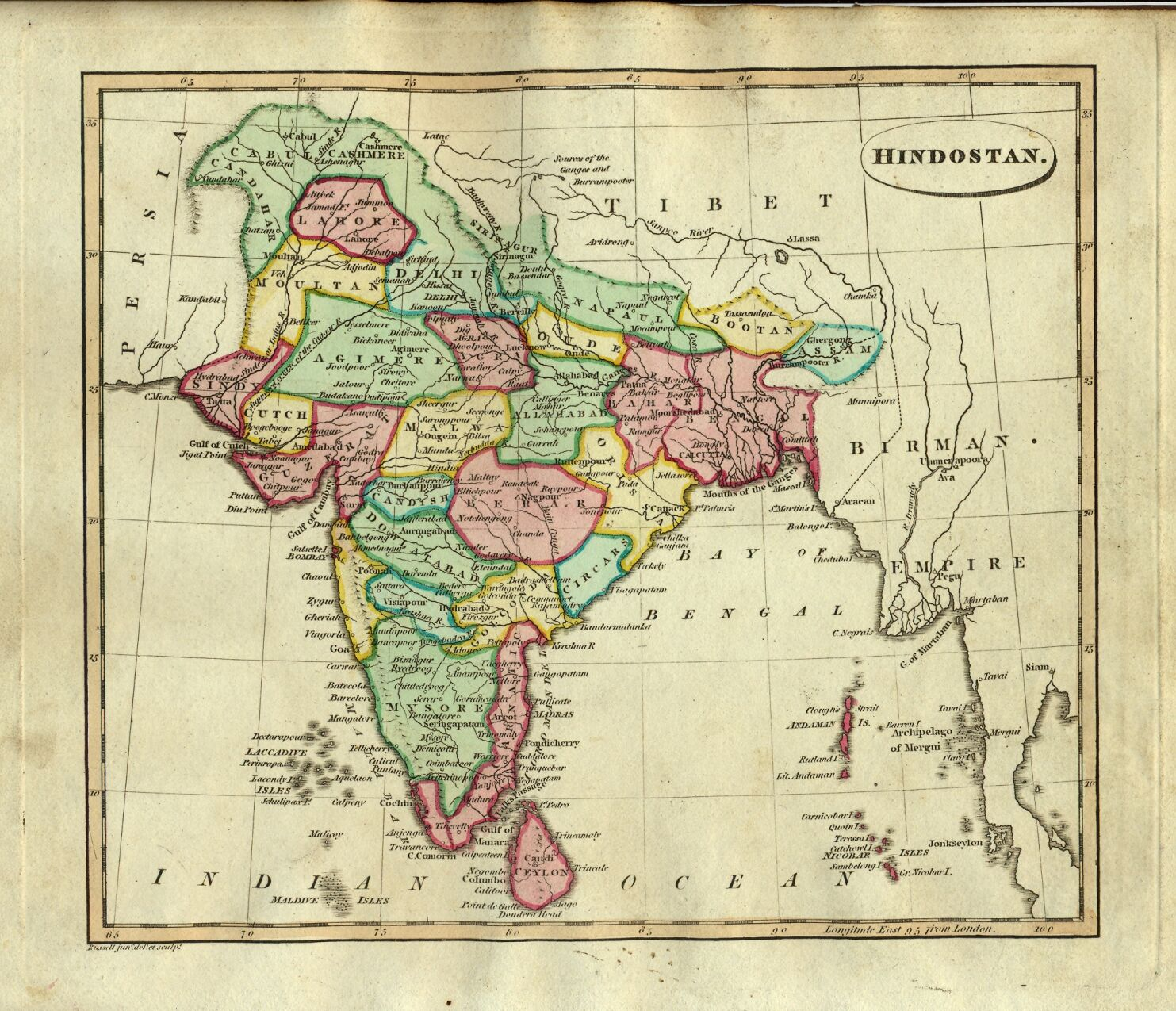
Mapa del Indostán (1814).

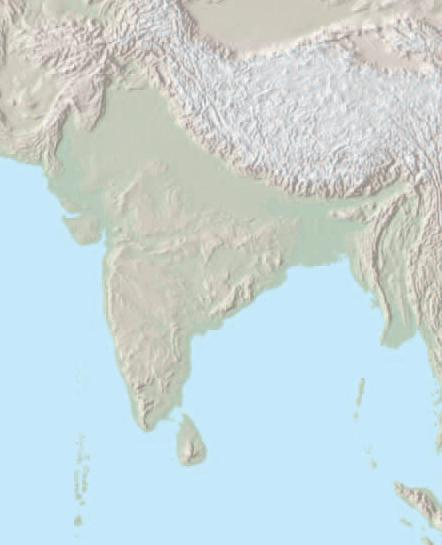
Región del Indostán: al norte los límites montañosos del Himalaya, seguidos por la Llanura Indo-Gangética y, al sur, la Península Indostánica, cuyo centro lo ocupa la Meseta del Decán.

Mapa de James Rennell de 1788 A MAP OF HINDOOSTAN or the MOGUL EMPIRE.

El Indostán o Hindostán, también denominado península indostánica o, desde la época de la dominación colonial británica, simplemente la India, es la denominación histórica aplicada al subcontinente indio. La región abarca los actuales Estados soberanos de India, Pakistán, Bangladés, Sri Lanka, Maldivas, Bután y Nepal.
Históricamente, el término fue ampliamente utilizado en Europa y Asia entre los siglos XVII y XIX, tanto en geografía como en cartografía, para designar el territorio situado al sur del Himalaya, delimitado por el océano Índico, el mar Arábigo y la bahía de Bengala. En la historiografía occidental, «Indostán» se empleó con frecuencia como sinónimo del Imperio mogol y, más tarde, del conjunto de posesiones que conformaron la India británica.  
En la actualidad, su uso ha disminuido, siendo reemplazado por la expresión subcontinente indio, de mayor precisión geográfica. El adjetivo correspondiente es indostánico y el gentilicio indostano.
De forma minoritaria, también se emplean los términos indostaní y hindustaní, aunque este último se considera un anglicismo.

## Etimología
Etimológicamente proviene del hindi-urdu: Hindustān (ɦɪndʊˈstaːn) que a su vez deriva del persa: Hindu (río Indo) y -stān (lugar) como referencia a la tierra de los indios.
El término «Indostán» se usó históricamente desde la época de los antiguos persas. La inscripción más antigua se encontró en Naqsh-e Rostam, en la Persia del siglo III durante el reinado de Sapor I, como referencia a los pobladores de la región del Indo bajo dominio persa. Sin embargo los naturales de la región llamaban a su región Djambou-Wypa (Isla del yambu) o Barathak-Handa (reino de Bhārata).

## Indostánico
El adjetivo de Indostán es indostánico y da lugar a los siguientes conceptos:
- Idioma indostánico: Relacionado con la lengua indoeuropea más importante de la región y que diera lugar al hindi y al urdu como resultado de la separación cultural entre hindúes y musulmanes.
- Civilización indostánica: Relacionado con la cultura del Indo, la civilización más antigua de la región. Se le llama también Civilización india, pero es más adecuado llamarle indostánica, pues se desarrolló principalmente en el territorio del actual Paquistán en una época anterior a las invasiones indoarias. Posteriormente, durante el periodo védico, la civilización se extiende hasta el Ganges.
- Cultura indostánica: De uso actual e histórico relacionado con el arte, música indostaní y otras expresiones culturales y en un área equivalente a la llanura Indo-Gangética o al norte de la India.
- Península indostánica: Toda la región puede ser considerada una península. Cuando se especifica la parte triangular del al Sur, se le llama a veces península del Decán.
- Placa indostánica: Más conocida como placa índica. Es la placa tectónica que forma parte de la placa indoaustraliana y que comprende toda la región del Indostán incluyendo a Birmania, Andamán y parte del océano Índico.

## Otros usos
- Indostán, pueblo del departamento de Amazonas (Colombia).
- En Panamá, es costumbre llamar "indostán" o "hindostán" a cualquier persona oriunda de la India; por extensión y desconocimiento, a veces también se aplica a árabes y judíos[cita requerida].